# Jens Lind (botaniker)
Jens Wilhelm August Lind, född 1 mars 1874, död 4 oktober 1939, var en dansk botaniker och apotekare.
Lind blev botaniker vid statens växtpatologiska försök 1912 och apotekare i Østbirk 1917. Han ägnade sig särskilt åt mykologi, växtsjukdomar och botanikens historia. Bland hans arbeten märks Danish Fungi (1913) och Om Lægeplanter i danske Klosterhaver og Klosterbøger (1918). Lind var 1908-11 redaktör för Farmacevtisk Tidende och författade 1912-16, tillsammans med Sofie Rostrup och Frederik Kølpin Ravn, de årliga officiella översikterna över lantbruksväxternas sjukdomar.